# Scut facial

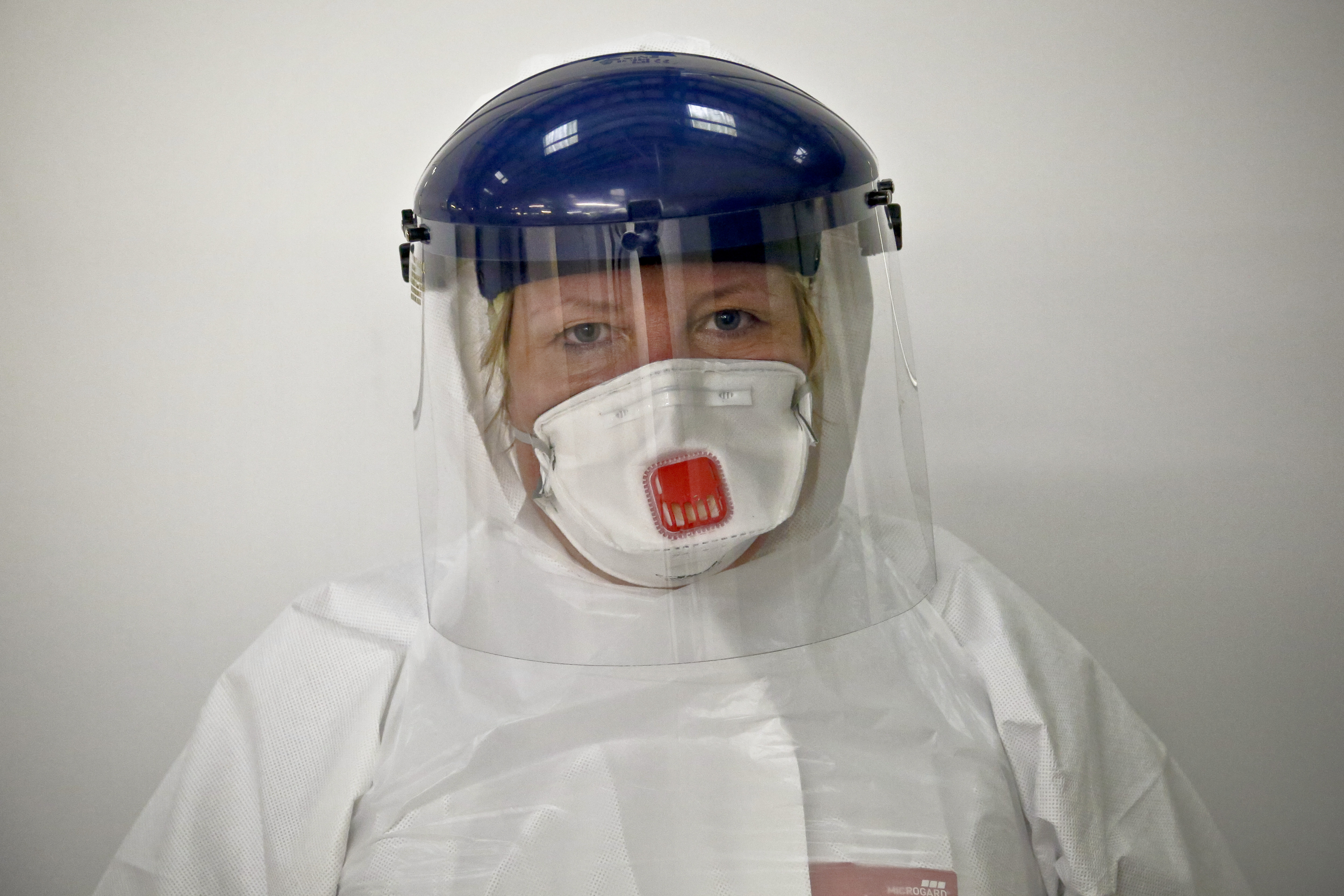
Asistentă medicală folosind un scut facial în timpul epidemiei de Ebola din Sierra Leone, 2014.

Un scut facial este un articol de echipament individual de protecție (PPE) care servește la protejarea întregii fețe a purtătorului (sau parțial) împotriva pericolelor precum obiecte în zbor și mizerie de pe carosabil, incidente chimice din laboratoare sau din industrie, sau materialelor cu potențial infecțios (din mediile medicale și de laborator).

## Industrie
Un scut facial are scopul de a proteja parțial sau complet fața și ochii de pericole. Scuturile faciale ar trebui să fie folosite împreună cu ochelari de protecție și/sau de protecție.

### Standarde
ANSI (Standard american)
- Marca Z87: Impact simplu: Scuturile faciale trebuie să poată rezista la impactul cu o bilă de oțel având diametrul de 25,4 mm în cădere de la o înălțime de 127 127 cm.
- Marca Z87+: Impact puternic: Scuturile faciale trebuie să poată rezista la impactul cu o bilă de oțel având diametrul de 6,35 mm cu viteza de 91,4 m/s.
  - ref. ANSI Z87.1

EN 166 (Standard european)
Aceste scuturi sunt pentru protecție împotriva particulelor de mare viteză, și trebuie să reziste la impactul cu o bilă de oțel cu diametrul nominal de 6 mm, îndreptate spre oculare și protecția laterală la viteza specificată.
- Marca A: 190 m/s.
- Marca B: 120 m/s.
- Marca F: 45 m/s.
  - ref. EN166

CSA (Standard canadian)
Z94.3-15 Protecții pentru ochi și față Clasa 6 se referă la scuturi faciale, și este împărțită în trei subclase
- 6A – Impact, străpungere, lovire, cap, și protecție la reflexii.
- 6B – Protecție împotriva radiațiilor. Cât și pentru căldură redusă, lovire, reflexii, și impact ușor fără străpungere.
- 6C – Aplicații numai la temperaturi înalte și impact ușor fără străpungere.
  - ref. CSA Z94.3-15

Vezi și mască de sudură.

### Materiale
- Policarbonat (PC)

Asigură rezistență la impact, calitate optică, rezistență termică excelente și o rezistență chimică normală.
- Acetat de celuloză (CA)

Asigură rezistență la impact, calitate optică, rezistență termică normale și o bună rezistență chimică.

## Producție
Pentru fabricarea scuturilor faciale se folosesc două metode: extrudarea și injecția în matrițe. Scuturile faciale decupate din folii extrudate asigură o mai bună rezistență la impact decât realizate prin injecție în matrițe deoarece sunt produse din granule de plastic cu greutate moleculară ridicată, pe când la cele produse prin injecție trebuie folosite granule de plastic cu greutate moleculoară mai mică, care asigură proprietăți mai bune de curgere a topiturii necesare la injecția în matrițe. Spre exemplu, scuturile faciale chiar și de 0,8 mm grosime fabricate din folii de policarbonat extrudat pot rezista impactului cu o bilă de oțel cu diametrul nominal de 6 mm deplasându-se cu viteza de 120 m/s (standardul european, protecție împotriva particulelor de mare viteză – impact de energie medie), pe când scuturile fabricate prin injectare în matrițe trebuie să aibă cel puțin 1,5 mm grosime pentru a rezista aceluiași impact. Însă injecția în matrițe poate asigura forme mai complicate decât extruziunea.
- Fișier 3D pentru tipărirea unui scut facial[2]

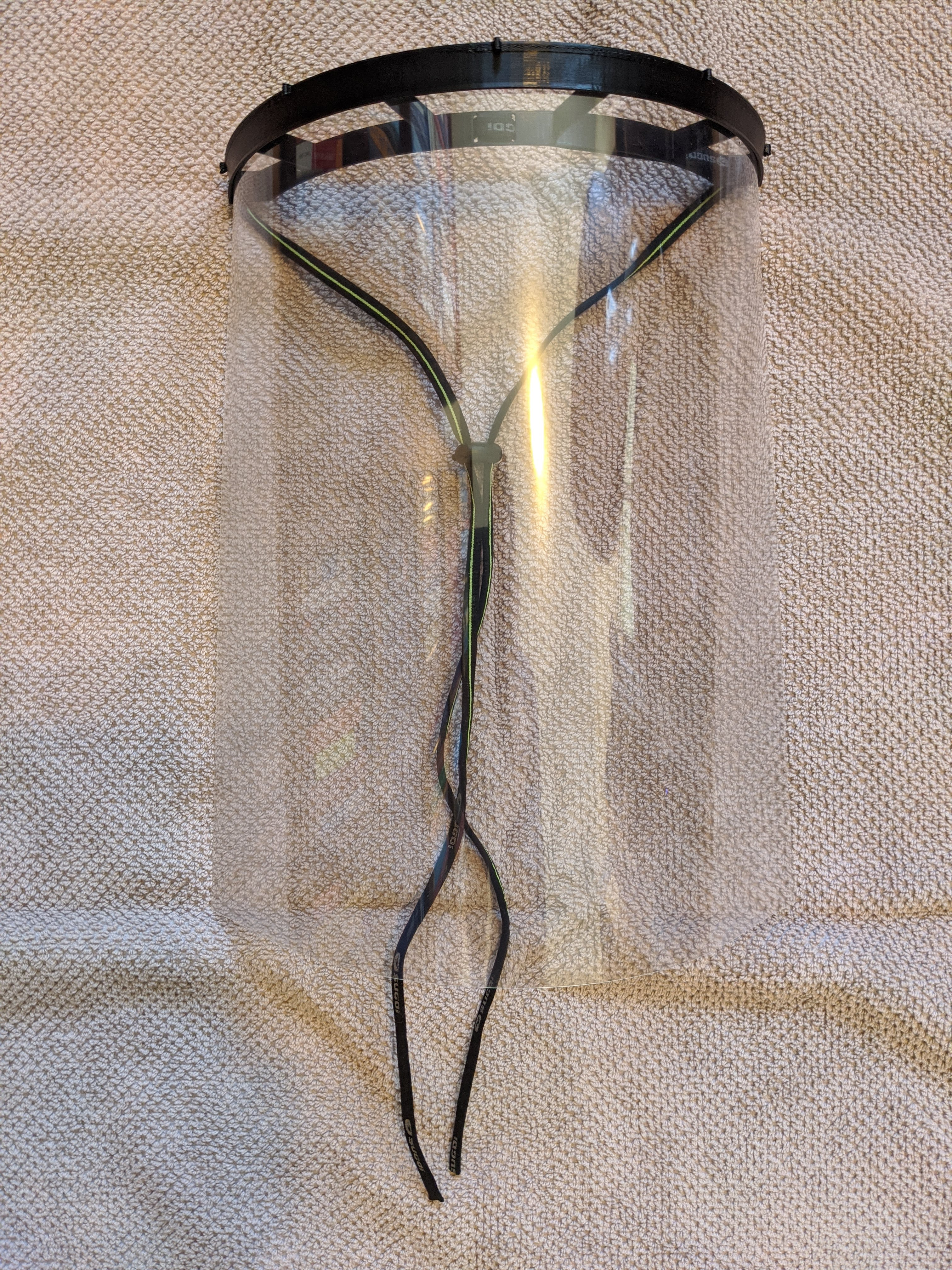
Calapod pentru scutul facial
- Scutul final

## Medical
În aplicații medicale, „scut facial” înseamnă o gamă de dispozitive folosite pentru a proteja un angajat medical pe durata unei proceduri care l-ar putea expune la sânge sau alte fluide cu potențial infecțios. Un exemplu este utilizarea unei măști CPR la realizarea respirației „gură la gură” sau CPR. Un alt exemplu este folosirea echipamentului de protecție individuală în prevenirea și controlul infecțiilor pentru a proteja fața împotriva expunerii la materiale cu potențial infecțios.

## Poliție și armată

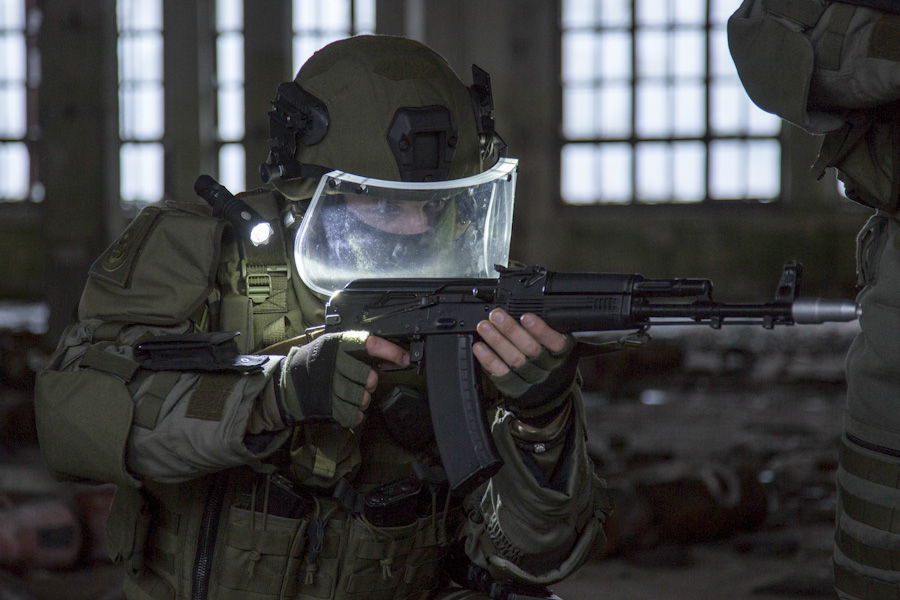
Militar rus purtând o cască 6B47 și scut facial antibalistic.

În armată sau medii polițienești, un scut facial se poate folosi pentru protecție antibalistică sau nebalistică. Scutul nebalistic nu va asigura protecție împotriva proiectilelor provenind din arme de foc, dar este de obicei proiectat să reziste la impact de mică viteză, precum cel produs de lovituri sau obiecte aruncate.
Un scut facial antibalistic este proiectat să oprească sau respingă șocul și fragmentele unei explozii pentru a proteja operatorii care poartă costume anti-explozive

## Construcții

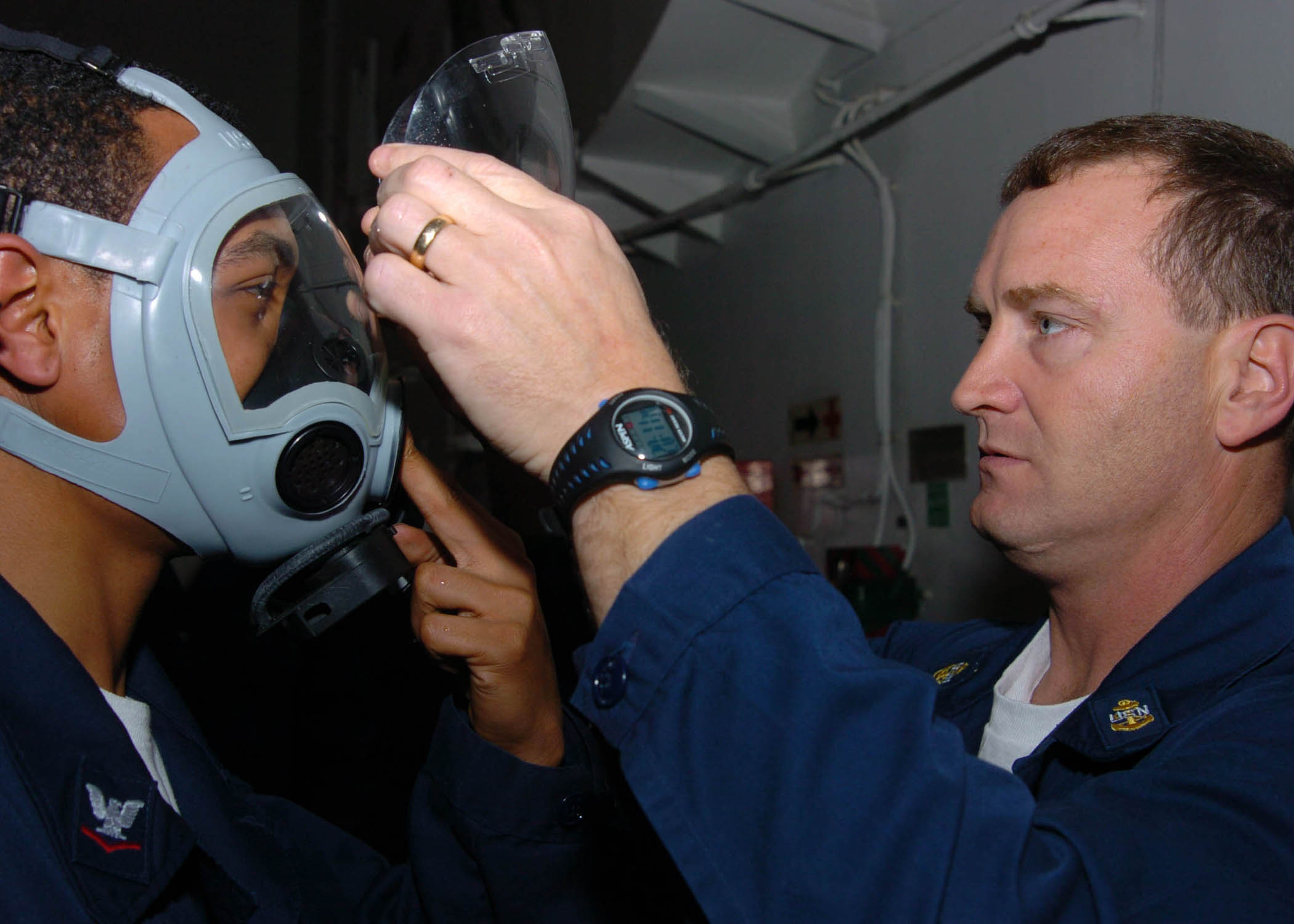
Îndepărtarea unui scut facial de pe masca de gaze MCU-2/P a unui marinar după spălare acestuia cu soluție decontaminantă în timpul unui exercițiu general la bordul unui portavion.

În numeroase șantiere de construcții mulți muncitori folosesc scuturi faciale pentru a-i proteja de moloz și scântei. Multe scule de debitare și lucru cu metale recomandă folosirea scuturilor faciale. Exemplele includ echipamentul de sudare sau de debitare abrazivă a metalului.